# Hronec
Hronec es un municipio del distrito de Brezno en la región de Banská Bystrica, Eslovaquia, con una población estimada a final del año 2024 de 1121 habitantes.
Se encuentra ubicado al noreste de la región, cerca del curso alto del río Hron —un afluente izquierdo del Danubio— y de la frontera con las regiones de Žilina y Prešov.

## Demografía
| Año        | 1994 | 2004    | 2014    | 2024    |
| ---------- | ---- | ------- | ------- | ------- |
| Población  | 1159 | 1162    | 1220    | 1121    |
| Diferencia |      | +0,25 % | +4,99 % | −8,11 % |

| Año        | 2023 | 2024    |
| ---------- | ---- | ------- |
| Población  | 1137 | 1121    |
| Diferencia |      | −1,40 % |